# 33462 Tophergee
33462 Tophergee è un asteroide della fascia principale. Scoperto nel 1999, presenta un'orbita caratterizzata da un semiasse maggiore pari a 2,2730602 UA e da un'eccentricità di 0,0668921, inclinata di 2,00813° rispetto all'eclittica.